# ميشيل ميتشيل (صحفية)
ميشيل ميتشيل (بالإنجليزية: Michele Mitchell)‏ (1970، يوربا ليندا في الولايات المتحدة)؛ صحفية، كاتِبة وروائية أمريكية. درست في جامعة نورث وسترن.